# Desmopachria majuscula
Desmopachria majuscula är en skalbaggsart som beskrevs av Young 1990. Desmopachria majuscula ingår i släktet Desmopachria och familjen dykare. Inga underarter finns listade i Catalogue of Life.